# Empire (singolo Kasabian)
Empire è il primo singolo estratto dall'omonimo album del gruppo musicale rock britannico Kasabian, pubblicato il 25 luglio 2004. Questo è l'ultimo singolo a cui contribuì Christopher Karloff prima di lasciare i Kasabian, proprio pochi giorni prima della sua pubblicazione.
Il 21 agosto 2006 è stato pubblicato un DVD con una versione inedita del brano e il suo video ufficiale.

## Video musicale
Il video, diretto da W.I.Z., mostra la band far parte di un reggimento dell'esercito britannico durante la Guerra di Crimea. Il video, che contiene come il testo della canzone stessa un chiaro messaggio contro la guerra, finisce con la frase "Dulce et decorum est pro patria mori" (è dolce ed onorevole morire per la patria).

## Tracce
Mini CD
- PARADISE34

1. Empire – 3:53

Maxi CD
- PARADISE36

1. Empire (Single Edit) – 3:24
2. Black Whistler – 3:40

Vinile 10"
- PARADISE40

1. Empire (Single Edit) - 3:24
2. Empire (Jagz Kooner Remix) - 6:59

DVD
- PARADISE41

1. Empire – 3:24
2. Ketang – 2:12
3. Empire (EPK) (Video) – 9:44

Download digitale
1. Empire (Live from The Radio One Zane Lowe Session) - 4:13
2. Cutt Off (Live from The Radio One Zane Lowe Session) - 5:15
3. Club Foot (Live from The Radio One Zane Lowe Session) - 4:33

## Formazione
Kasabian
- Tom Meighan – voce
- Sergio Pizzorno – voce secondaria, chitarra, tastiera, sintetizzatore, programmazione
- Chris Edwards – basso
- Ian Matthews – batteria, percussioni

Altri musicisti
- Joanna Wolf – cori
- Farhat Bouallagui – viola, violino
- Bouzid Ezzedine – violino
- Jasser Haj Youssef – violino

## Classifiche
| Classifica (2006) | Posizione massima |
| ----------------- | ----------------- |
| Irlanda           | 32                |
| Regno Unito       | 9                 |